# Шумилкин, Александр Андреевич
Александр Андреевич Шумилкин (1935—2015) — советский и российский художник-живописец и пейзажист. Член-корреспондент АХ СССР (1988). Член СХ СССР (1967). Заслуженный художник РСФСР (1976). Народный художник РСФСР (1987).

## Биография
Родился 1 января 1935 года в Нарге (на территории современного Молчановского района Томской области).
С 1954 по 1959 годы обучался в Свердловском художественном училище по отделению живописи, его учителем был С. П. Ярков (впоследствии профессор и заслуженный работник культуры РСФСР). С 1960 по 1966 годы обучался в Институте живописи, скульптуры и архитектуры имени И. Е. Репина АХ СССР, его учителем был заслуженный деятель искусств РСФСР, профессор А. Д. Зайцев.
С 1966 года работал художником в художественных мастерских Томского отделения Художественного фонда РСФСР.
С 1967 года был участником областных, республиканских, зарубежных и персональных выставок. С 1971 по 1988 годы персональные выставки А. А. Шумилкина проводились в таких городах как: Москва, Ленинград, Томск, Белгород, Свердловск, Нижний Новгород, Курск и Воронеж, а также в Варшаве и Кракове. С 1973 по 1984 годы участник зарубежных выставок в таких странах как: Польша, ГДР, Венгрия, Румыния, Монголия, Япония, ФРГ, Франция, Ирак, Ангола, Мозамбик, Италия, Болгария, Вьетнам, Австрия, Куба, Югославия, Канада и Алжир.
Среди наиболее значимых работ: 1968 год — «Когда белые ночи», 1969 год — «Первый трактор» и «Старый Томск», 1970 год — «Рыбацкий причал» и «Деревянный Томск», 1973 год — «Портрет скульптора В. Муштаковой» и «Весна в Томске», 1974 год — «Большая нефть Сибири» и «Зима в Томске», 1975 год — «Холодная весна», 1976 год — «За полярным кругом», «Новый Уренгой. Начало», 1977 год — «На берегу Гыды», 1978 год — «Портрет Чахве», 1979 год — «Осень. Заполярье», «Томск. Дом на улице Тверской», «Томск. Дом на улице Киевской», «Томск. Дом на улице Советской», «Томск. Дом на улице Дзержинского», «Дом охотника», 1980 год — «Горячий Север», 1981 год — «Край мой Сибирский», 1982 год — «У Карского моря»,
1983 год — «Безмолвие», 1984 год — «На моей Родине», 1985 год — «Семья Салиндер», «Ожидание» и «Девушка из Антипоюты».
Художественные произведения А. А. Шумилкина находятся в различных музеях и галереях во многих музеях России, в том числе в — Государственной Третьяковской галерее, Государственном Русском музее и Томском областном художественном музее.
С 1967 года А. А. Шумилкин является членом Союза художников СССР.
В 1976 году Указом Президиума Верховного Совета РСФСР А. А. Шумилкину было присвоено почётное звание Заслуженный художник РСФСР, в 1987 году — Народный художник РСФСР.
В 1988 году А. А. Шумилкин был избран член-корреспондентом Академии художеств СССР.
Умер 2 марта 2015 года в Томске.

## Награды
- Народный художник РСФСР (1987 — «за большие заслуги в области искусства»)
- Заслуженный художник РСФСР (1976)